# Andrés Cabrero
Pour les articles homonymes, voir Cabrero.
Andrés N. Cabrero Gomez (né le 4 janvier 1989 à San Juan, Porto Rico) est un footballeur international portoricain.